# Les Kromoks en folie
Les Kromoks en folie est la dix-septième histoire de la série Le Scrameustache de Gos, Pierre Seron et Walt. Elle est publiée pour la première fois du no 2468 au no 2471 du journal Spirou, puis en album en 1985.
Cet album est un crossover avec le 18e album de la série Les Petits Hommes de Seron : Le Pickpocket. Bien que les deux albums puissent être lus séparément, chacun comporte une section exclusive que l'on ne retrouve pas dans le second.
Patarsort, le chef des Kromoks, s'évade à nouveau de la prison des Galaxiens avec l'aide des Stix. Ces derniers en profitent pour voler un appareil révolutionnaire qui a fait des dommages sur Terre. Khéna et le Scrameustache pourront compter sur de nouveaux alliés.

## Personnages
- Le Scrameustache
- Khéna
- Les Petits Hommes
- Les Galaxiens
- Patarsort
- Les Kromoks
- Les Stix

## Historique
Interview de Gos publiée dans l'intégrale des Petits Hommes, tome 8, 1983-1985 : 
"Le projet a été initié lors du retour en train du festival d’Angoulême en 1982. À l'époque, il fallait sept heures de train pour rejoindre Bruxelles et je partageais mon wagon avec Pierre Seron. C'est là que Pierre (Seron) remarque que nos personnages (le Scrameustache et les petits hommes) étaient très proches graphiquement. Il serait rigolo de provoquer une rencontre fortuite dans l'espace au cours de notre prochain album.".
Gos vient de terminer les quinze premières planches de son album, Les Kromoks en folie, et propose à Seron d'y intégrer les petits hommes.
"Je lui envoyais donc les copies de mes pages afin qu'il puisse régler son scénario sur le mien. [...] Par la suite, profitant toujours de mon avance, soit je faisais intervenir ses personnages dans mon récit, soit je lui fixais rendez-vous x pages plus loin. Et lui, très habilement, adaptait son récit aux circonstances du moment." 
"Ce n'était pas évident. j'envoyais une lettre à Pierre où je lui expliquais qu'il fallait qu'il me dessine tel personnage dans une position précise pour que je puisse l'intégrer à ma planche. Je lui envoyais aussi des photocopies pour qu'il comprenne. Il me faisait parvenir en retour des pages avec ses personnages. Walt, mon fils, les redessinait sur mes planches. C'était un boulot infernal car, à l'époque, nous n'avions ni fax ni e-mail. Cela nous a coûté très cher en timbres."
"Notre démarche nous a été sans doute poussée inconsciemment par la rédaction de Spirou. "Vous pensez trop à vos histoires, à vos albums. Et pas assez au Journal de Spirou". Il fallait lire les histoires en parallèle pour mieux les comprendre. Au passage, la rédaction s'est trompée et a publié les deux histoires avec quinze jours de décalage. Les lecteurs ont dû être un peu paumé. Mais cela a été un grand succès auprès du public, du fait que cette initiative n'avait jamais été tentée de cette manière."